# Synagoga

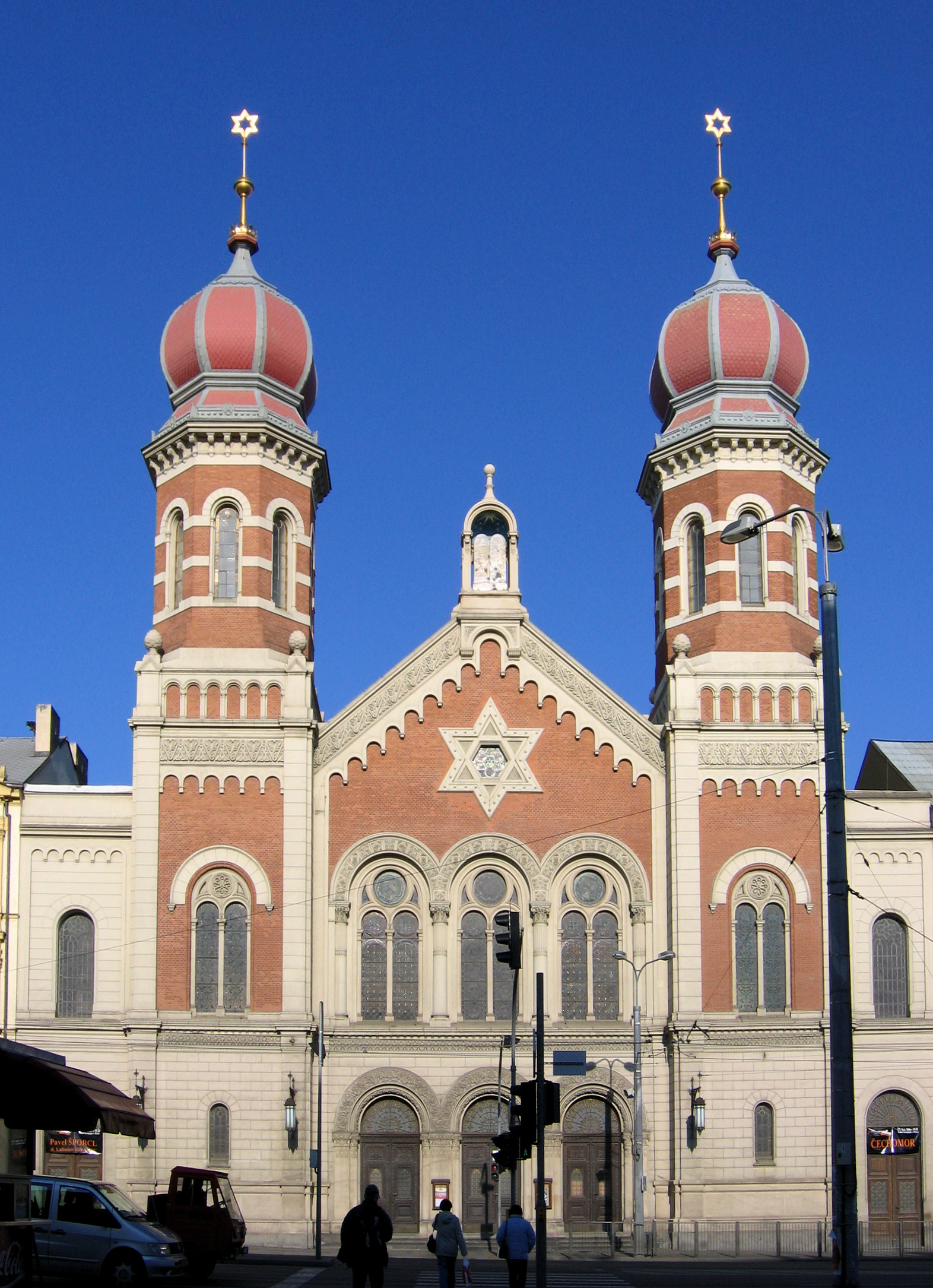
Velká synagoga v Plzni je jednou z největších na světě

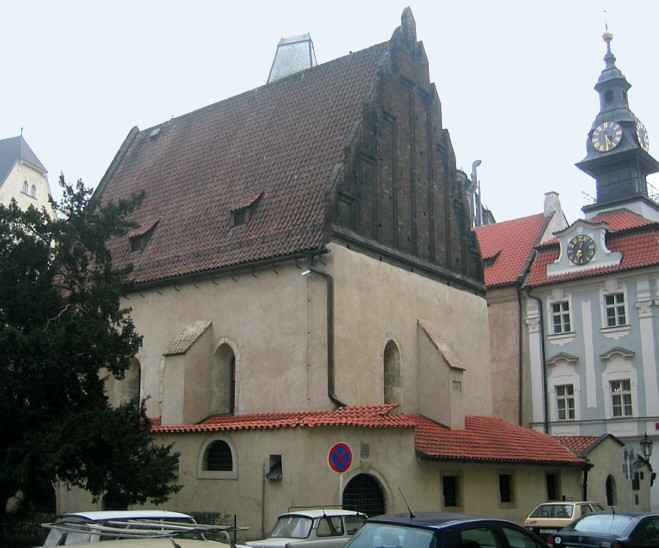
Pražská Staronová synagoga z konce 13. století je nejstarší fungující synagogou v Evropě

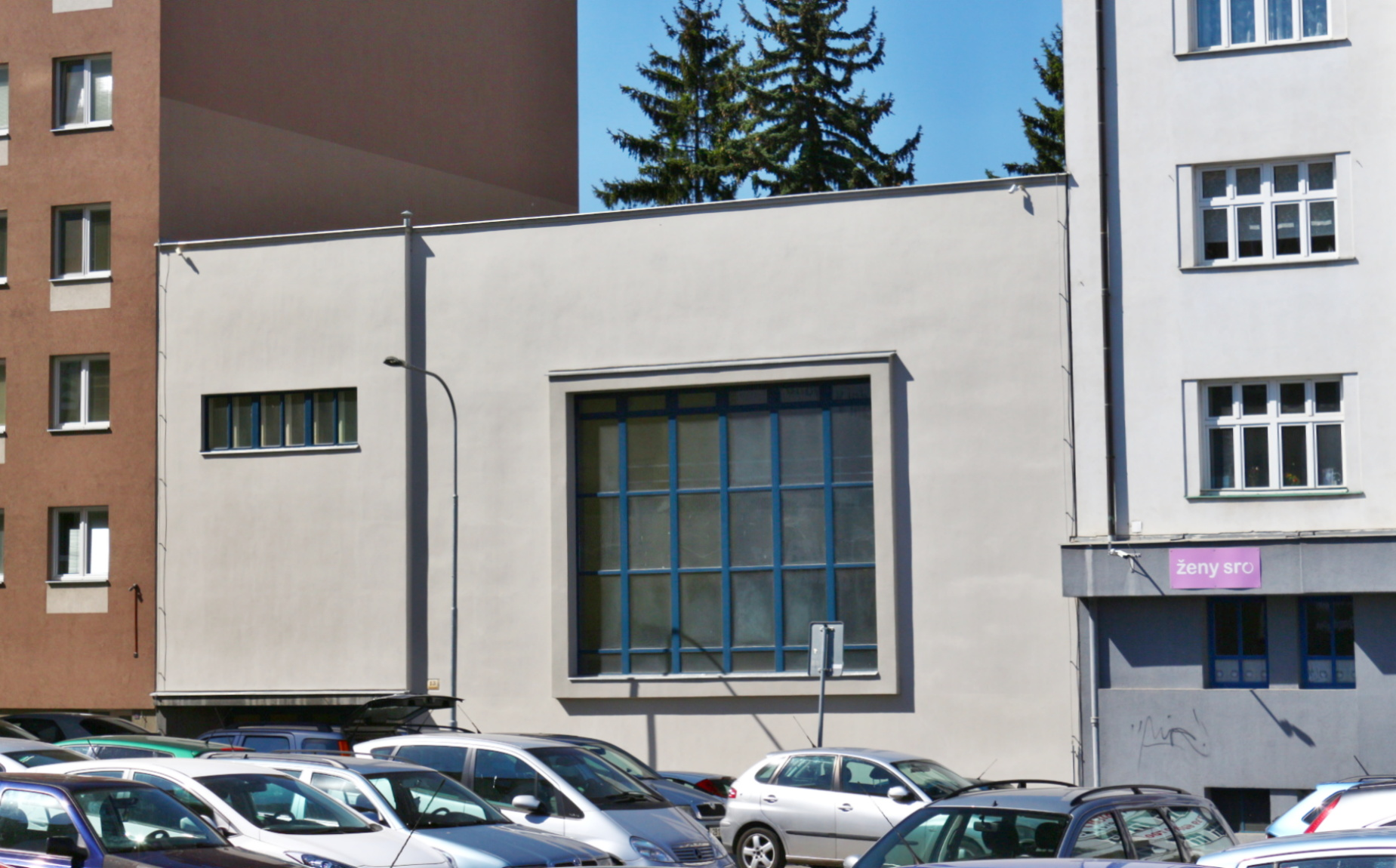
Synagoga Agudas achim, funkcionalistická synagoga v Brně

Synagoga (z řeckého συναγωγη, synagógé, „shromáždění“; hebrejsky בית כנסת‎, bejt kneset, „dům shromáždění“ nebo בית תפילה, bejt tfila, „dům modlitby“), je židovská modlitebna, sloužící kromě místa pro bohoslužebná setkání i jako místo společenských setkání nebo náboženského studia. V jidiš se synagoga nazývá שול‎ „šul“ (škola), v ladino „esnoga“.
Komplex synagogy dnes často zahrnuje další zařízení, sloužící židovské obci. Součástí synagogy někdy bývá i byt rabína nebo šámese (z jidiš: „sluha“, správce objektu). Někdy modlitební místnosti plní i funkci studovny (jedná se především o tzv. „zimní modlitebny“, které byly v Evropě stavěny uvnitř domů nebo v rámci synagogy, ale na menším prostoru, aby se usnadnilo vytápění v zimních měsících), v hlavním sále se konají bohoslužby.

## Vývoj instituce synagogy
Instituce synagogy vznikla v babylonském zajetí po zboření prvního jeruzalémského chrámu. V době druhého Chrámu již synagogy představovaly náboženská i společenská centra života obce, význam synagog výrazně stoupl ještě více po zboření druhého Chrámu roku 70. Synagoga sloužila jako modlitebna (bejt tfila), škola (bejt midraš) i jako dějiště veřejných jednání (bejt kneset). V pozdějším vývoji převážila modlitební funkce synagogy, zatímco ostatní funkce přebíraly zvláštní budovy: midraš a židovská radnice. Nejstarší archeologický doklad existence synagógy na území Izraele pochází z počátku 1. století n. l. a nachází se v Gamle. Mimo Izrael se nejstarší takovýto doklad nachází na ostrově Délos a pochází z 1. století př. n. l.

## Uspořádání

Východní stěna Španělské synagogy v Praze

Synagogy vycházejí konstrukčně z blízkovýchodních chrámů, stejně jako mešity, nicméně neexistuje zde žádný závazný vzor. V ortodoxních synagogách je ženám tradičně vyhrazen oddělený prostor za stěnou hlavního sálu či galerie v patře. Mnohé reformní synagogy se vnitřním uspořádáním blíží křesťanským kostelům. Výzdoba se zpravidla omezuje na ornamentální malby, mozaiky, závěsy, vitráže apod. Zpodobnění lidí, zvláště pak v podobě soch, se v synagogách nevyskytují, neboť by mohla být vykládána jako modloslužba.
Synagoga je orientovaná na východ, respektive směrem k Izraeli. V Izraeli jsou synagogy orientovány směrem k Jeruzalému a v Jeruzalémě směrem k Chrámové hoře. Často bývá její podlaha pod úrovní okolního terénu nebo alespoň místo pro chazana (kantora, zpěváka, který vede modlitbu) je pod úrovní podlahy v duchu naplnění verše Žalmu 130,1 „Z hlubin bezedných tě volám, Hospodine“. Na východní (nebo k Jeruzalému orientované) stěně je aron ha-kodeš - svatostánek. V něm jsou uloženy svitky Tóry, které má synagoga k dispozici. Někdy má synagoga svitek jeden, jindy několik. Podle tradičního uspořádání bývá uprostřed synagogy vyvýšené místo, které se nazývá buď bima nebo almemor. Obojí znamená pódium. Na tomto pódiu je pult, který používá chazan k čtení modliteb a ke čtení z Tóry. V synagogách postavených na přelomu 19. a 20. století je bima často součástí vyvýšené plošiny u Aronu.

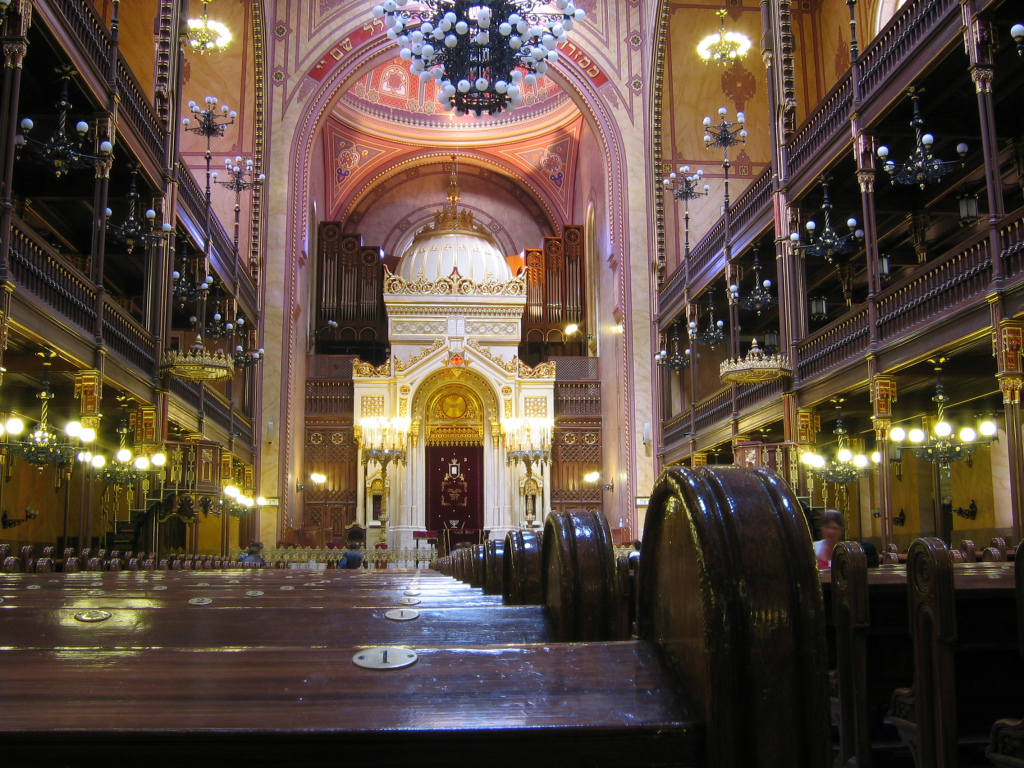
Interiér Velké synagogy v Budapešti

Svitky Tóry jsou tedy uchovávány ve svatostánku. Aron je připomínkou schrány (archy) úmluvy, která bývala uložena ve vnitřní svatyni Jeruzalémského chrámu. Bývá zakryt oponou (parochet), která rovněž symbolizuje chrámovou oponu, která oddělovala svatyni od velesvatyně. V synagoze také bývá věčné světlo (ner tamid), symbolizující nepřetržitě hořící menoru jeruzalémského chrámu a přítomnost Boží.

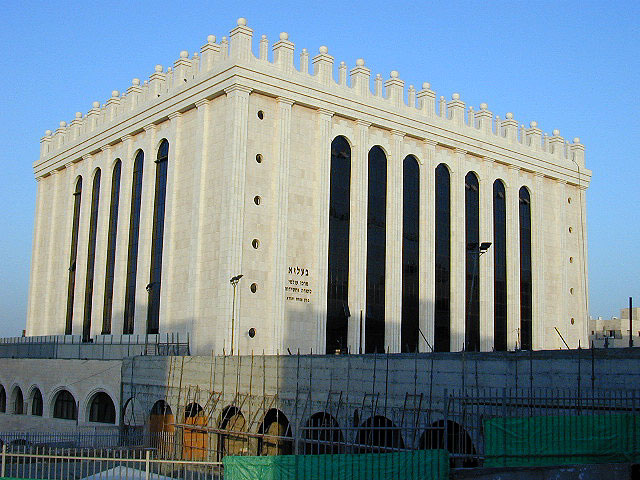
Belz Beis ha-midraš ha-gadol v Jeruzalémě

## Největší a nejvýznamnější synagogy
- Největší synagogou na světě je v současnosti Bejt ha-midraš Ger náležící gerským chasidům v Jeruzalémě s kapacitou více než 8 500 míst. Podle jiných údajů je největší Belz Beis ha-midraš ha-gadol v Kirjat Belz v Jeruzalémě náležící belzským chasidům s kapacitou 6 000 míst.
- Největší synagogou mimo Izrael je synagoga Temple Emanu-El v New Yorku.
- Největší synagogou v Evropě a čtvrtou největší na světě je Velká synagoga v Budapešti v ulici Dohány. Největší v České republice a současně druhou největší synagogou v Evropě je Velká synagoga v Plzni.
- Nejstarší stále sloužící synagogou na světě je pražská Staronová synagoga.[zdroj?]